# Márványos tarisznyarák
A márványos tarisznyarák vagy márványos kövirák (Pachygrapsus marmoratus) a felsőbbrendű rákok (Malacostraca) osztályának a tízlábú rákok (Decapoda) rendjébe, ezen belül a Grapsidae családjába tartozó faj.

## Előfordulása
Földközi-tengerben, a Fekete-tengerben, valamint Franciaország, Portugália, Spanyolország és Marokkó atlanti-óceáni partjánál honos.  A természetes élőhelye köves, sziklás partok sekély vízében van.

## Megjelenése
Majdnem négyzet alakú páncéljának hossza 2,2-3,6 centiméter. Színe sárgászöldtől a feketéig terjed, márványozott mintával.
|  |  |

## Életmódja
Gyakran kimászik a vízből, sokáig szárazon tud lenni, elég ha a hullám időnként megnedvesíti. Veszély esetén pillanatok alatt sziklaüregekbe, repedésekbe bújik. Ragadozó, gyakran fajtársaival harcol egy-egy finomabb falatért.